# تي لونغ
تي لونغ (بالإنجليزية: Ti Lung)‏ وإسمه الحقيقي تومي تام فو وينغ (بالإنجليزية: Tommy Tam Fu-Wing)‏ هو ممثل هونغ كونغي ولد في يوم 19 أغسطس 1946 في مدينة جيانغمن، مثل في عدة أفلام مثل أخوة الدم وقبائل الدسيسة وفيلم غد أفضل.